# Sergej Milinković-Savić
Sergej Milinković-Savić (in serbo Сергеј Милинковић-Савић?; Lleida, 27 febbraio 1995) è un calciatore serbo, centrocampista dell'Al-Hilal e della nazionale serba.

## Biografia
È nato a Lleida, in Spagna, paese del quale detiene la cittadinanza; oltre a quella serba proveniente dai suoi genitori, entrambi sportivi professionisti: suo padre Nikola Milinković fu calciatore e sua madre Milana Savić cestista.
Suo fratello minore Vanja gioca come portiere ed è cresciuto con lui a Zvornik.

## Caratteristiche tecniche
Soprannominato «il Sergente» dai tifosi della Lazio, è considerato tra i migliori centrocampisti della sua generazione. È una mezzala di ruolo, adattabile anche a mansioni di trequartista. Il suo fisico possente gli permette di vincere numerosi duelli aerei, sia in fase difensiva che offensiva. Gli viene riconosciuta ottima tecnica di base e propensione all'inserimento in area avversaria, abilità nel servire assist ai compagni nonché capacità di tiro dalla distanza e su punizione. È ritenuto un calciatore di personalità, capace di esaltarsi nelle gare importanti..

## Carriera

### Club

#### Vojvodina
Cresciuto nelle giovanili del club serbo del Vojvodina, il 23 novembre 2013 ottiene il suo esordio in occasione della partita esterna, persa per 3-0, contro il Jagodina; subentra a partita in corso dando il cambio al compagno di squadra Marko Poletanović. La prima partita da titolare arriva il 22 febbraio 2014 in occasione della trasferta, pareggiata per 1-1, contro il Donji Srem. Il 9 marzo successivo invece arriva la sua prima rete da professionista, in occasione della partita, pareggiata per 1-1, in casa dello Spartak Subotica. Il 7 maggio 2014 vince la sua prima Coppa di Serbia battendo per 2-0 il Jagodina. Conclude la sua prima stagione da professionista con un bottino di 16 presenze, 4 reti e 1 trofeo vinto.

#### Genk
Dopo una sola stagione con il club che lo ha lanciato nel calcio professionistico, nell'estate del 2014 passa al club belga del Genk che sborsa una cifra vicina ai 400.000 euro per averlo nella sua rosa. L'esordio in terra belga arriva il 2 agosto 2014, subentrando al compagno di squadra Julien Gorius, al minuto 82, nella partita pareggiata, per 1-1, contro il Cercle Bruges. La prima partita da titolare invece arriva il 13 dicembre successivo, in occasione della vittoria casalinga, per 3-0, contro il Kortrijk. Il 18 gennaio 2015 mette a segno la sua prima rete con la nuova maglia; aprendo le marcature, al 2', nel pareggio esterno, per 1-1, contro il Lokeren. Conclude la stagione totalizzando 24 presenze e 5 reti.

#### Lazio

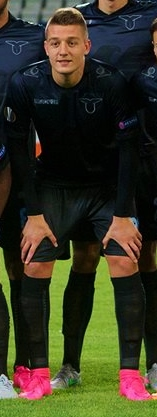
Milinković-Savić alla Lazio nel 2015

Il 6 agosto 2015 viene ufficializzato il suo acquisto da parte della Lazio, la quale ha speso per il centrocampista serbo una cifra vicina ai 10 milioni di euro. Due giorni più tardi, seppur non scendendo in campo, perde la Supercoppa italiana 2015, per 2-0, contro i Campioni d'Italia della Juventus. L'esordio arriva il 18 agosto successivo in occasione del preliminare di Champions League vinto, per 1-0, contro i tedeschi del Bayer Leverkusen; subentra, al minuto 53, al compagno di squadra Ogenyi Onazi; tale partita risulta essere anche la prima partita disputata, dal giovane centrocampista serbo, in una competizione internazionale.
Il 22 agosto 2015 gioca la sua prima partita in Serie A, in occasione della prima di campionato vinta, per 2-1, contro il Bologna. Il 17 settembre 2015 arriva il primo gol in maglia biancoceleste, in occasione della trasferta pareggiata per 1-1 contro gli ucraini del Dnipro in Europa League. A partire dalla quinta giornata diventa titolare del club, e il 9 gennaio 2016 arriva anche la prima marcatura in Serie A in occasione della trasferta vinta, per 1-3, contro la Fiorentina. Conclude la sua prima stagione in maglia biancoceleste totalizzando 35 presenze e 3 reti tra campionato e coppe senza incidere particolarmente.
Il 1º marzo 2017, nella sua seconda stagione con la maglia biancoceleste, mette a segno la sua prima rete in un derby di Roma in occasione della semifinale di Coppa Italia vinta 2-0. Il 17 maggio 2017 perde la finale di Coppa Italia poiché la sua squadra viene superata, per 2-0, dalla Juventus. Conclude la stagione con 39 presenze e 7 reti messe a segno.
Il 13 agosto 2017 vince il suo primo titolo con la maglia della Lazio poiché i biancocelesti si impongono, per 2-3, sulla Juventus aggiudicandosi così la Supercoppa italiana 2017. Il 19 ottobre successivo, in occasione della vittoria esterna, per 1-3, in Europa League contro i francesi del Nizza, mette a segno la sua prima doppietta da professionista. Il 17 dicembre firma una doppietta, per la prima volta, anche in Serie A in occasione del pareggio, per 3-3, contro l'Atalanta. Il 21 gennaio 2018 disputa la sua centesima partita con la maglia della Lazio in occasione della vittoria casalinga, per 5-1, contro il Chievo nella quale mette a segno anche una doppietta. Chiude la stagione con 48 presenze e 14 reti messe a segno oltre alla vittoria della Supercoppa italiana.
Il 15 maggio 2019 firma il gol del vantaggio nella finale di Coppa Italia contro l'Atalanta, vinta 0-2 dalla Lazio, conquistando il suo secondo trofeo con il club. Termina la stagione con 41 presenze e 7 marcature, venendo insignito del Premio Lega Serie A come miglior centrocampista della stagione, nonostante un rendimento altalenante.
Durante la stagione 2019-2020, il 22 dicembre 2019 scende in campo da titolare nella vittoriosa sfida di Supercoppa italiana a Riad contro la Juventus (3-1), che gli permette di vincere il suo terzo trofeo in biancoceleste.
L'8 settembre 2022, subentrando al 70º minuto a Matías Vecino nella partita di Europa League contro il Feyenoord, raggiunge le 300 presenze in tutte le competizioni con la squadra capitolina. Il 2 aprile 2023 nella partita di campionato contro il Monza mette a segno la rete del 2 a 0 su calcio di punizione: con questo gol si porta a 65 con la maglia della Lazio, il che lo rende il calciatore straniero con più gol in tutte le competizioni nella storia del club, staccando Goran Pandev a quota 64.

#### Al-Hilal
Il 12 luglio 2023, dopo 8 stagioni, viene  ceduto per 40 milioni di euro  a titolo definitivo all’Al-Hilal, squadra della Saudi Professional League. Nella prima stagione in blu colleziona 49 presenze e 14 reti con cui contribuisce a vincere il campionato saudita, la Coppa del Re e la Supercoppa.

### Nazionale

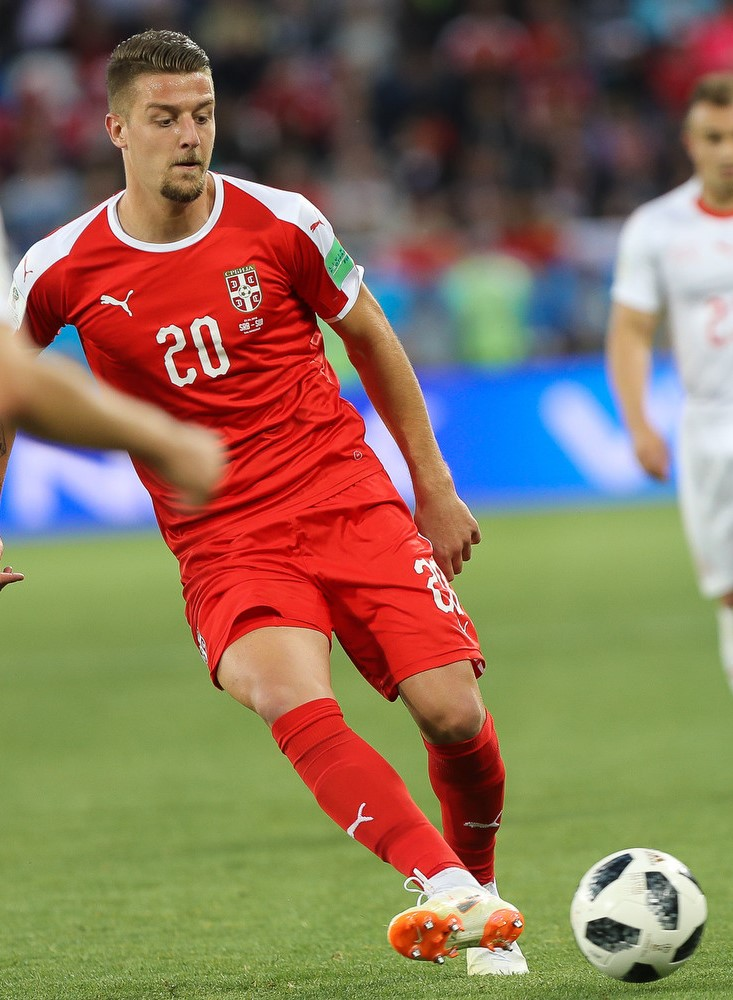
Milinković-Savić in azione per la nazionale nel 2018

#### Nazionali giovanili
Nel 2013 viene selezionato per partecipare al Campionato europeo di calcio Under-19 2013 in Lituania. Disputa la sua prima partita il 20 luglio in occasione dell'apertura del girone, giocando tutti i 90 minuti della partita vinta, per 2-1, contro la Turchia. Il 26 luglio successivo la Serbia supera il turno qualificandosi per le semifinali. Scende in campo, da titolare, anche in occasione della semifinale, vinta ai calci di rigore, contro il Portogallo. Il 1º agosto vince la competizione poiché la Serbia batte in finale, per 1-0, la Francia.
Nel 2014 viene selezionato nuovamente per partecipare al Campionato europeo di calcio Under-19 2014 in Ungheria dopo che l'anno precedente aveva vinto la stessa competizione. Il 25 luglio, seppur non scendendo mai in campo, supera la fase a gironi qualificandosi per le semifinali. Come l'anno precedente in semifinale la sua squadra si scontra con il Portogallo U-19 ma questa volta ad avere la meglio è la squadra lusitana che batte i serbi ai calci di rigore; proprio lui sbaglia il rigore decisivo che sancisce la vittoria lusitana.
Nel 2015 viene selezionato, da Veljko Paunović, per partecipare al Campionato mondiale di calcio Under-20 2015 in Nuova Zelanda. La sua avventura in tale competizione inizia in occasione della prima partita della fase a gironi persa, per 1-0, contro l'Uruguay. Tre giorni dopo mette a segno il primo gol della selezione serba nel Mondiale durante la partita, vinta per 2-0, contro il Mali. Il 6 giugno supera la fase a gironi piazzandosi al primo posto davanti all'Uruguay. Anche se squalificato per un turno, il 10 giugno passa l'ottavi di finale dove la sua squadra supera l'Ungheria. Torna in campo in occasione dei quarti di finale contro gli Stati Uniti, partita che viene vinta solo dopo la serie dei calci di rigore. Scende in campo anche in occasione della semifinale superata, ai tempi supplementari, per 2-1 contro il Mali che era già stata affrontata nella fase a gironi. Il 20 giugno contribuisce alla vittoria finale contro il Brasile per 2-1. A fine competizione gli viene anche consegnato il Pallone di Bronzo come miglior giocatore dietro a Danilo e Adama Traoré.

#### Nazionale maggiore
Il 3 ottobre 2015 viene convocato per la prima volta da Radovan Ćurčić, Commissario tecnico della nazionale maggiore della Serbia, per le gare di qualificazione a Euro 2016 contro Albania e Portogallo; partite dove non riesce ad ottenere il suo esordio. L'esordio arriva, dopo essere stato scartato a lungo dal CT Slavoljub Muslin, il 10 novembre del 2017 in occasione dell'amichevole vinta, per 0-2, contro la Cina con Mladen Krstajić in panchina.
Il 1º giugno 2018, pur avendo accumulato appena due presenze con la maglia della nazionale serba, viene convocato per partecipare al Campionato mondiale di calcio 2018 in Russia. L'esordio in tale competizione arriva il 17 giugno successivo in occasione della prima partita della fase a gironi vinta, per 1-0, contro la Costa Rica. La Serbia viene eliminata al primo turno, con Milinković-Savić che ha avuto un rendimento sotto le attese.
L'8 ottobre 2020, in occasione della semifinale play-off per qualificarsi a Euro 2020 contro la Norvegia, va a segno per la prima volta in Nazionale realizzando una doppietta nel successo per 2-1 dei serbi ai supplementari. Tuttavia in finale i serbi vengono sconfitti ai rigori dalla Scozia.
Nelle qualificazioni ai Mondiali 2022, contribuisce al primo posto dei serbi nel loro girone, davanti anche al più blasonato Portogallo.
Nel novembre del 2022, viene incluso dal CT Dragan Stojković nella rosa serba partecipante alla rassegna intercontinentale in Qatar. Il 28 novembre, nella partita della seconda giornata del Gruppo G, pareggiata dai serbi contro il Camerun per 3 a 3, mette a segno il suo primo gol nella competizione iridata, valevole per il momentaneo vantaggio per 2 a 1. La nazionale serba viene eliminata al primo turno, arrivando ultima nel proprio gruppo dietro a Brasile, Svizzera e Camerun, con un solo punto conquistato.

## Statistiche

### Presenze e reti nei club
Statistiche aggiornate al 7 luglio 2025.
| Stagione        | Squadra         | Campionato      | Campionato | Campionato | Coppe nazionali | Coppe nazionali | Coppe nazionali | Coppe continentali | Coppe continentali | Coppe continentali | Altre coppe | Altre coppe | Altre coppe | Totale | Totale |
| Stagione        | Squadra         | Comp            | Pres       | Reti       | Comp            | Pres            | Reti            | Comp               | Pres               | Reti               | Comp        | Pres        | Reti        | Pres   | Reti   |
| --------------- | --------------- | --------------- | ---------- | ---------- | --------------- | --------------- | --------------- | ------------------ | ------------------ | ------------------ | ----------- | ----------- | ----------- | ------ | ------ |
| 2013-2014       | Vojvodina       | SL              | 13         | 3          | CS              | 3               | 1               | UEL                | 0                  | 0                  | -           | -           | -           | 16     | 4      |
| 2014-2015       | Genk            | PL              | 24         | 5          | CB              | 0               | 0               | -                  | -                  | -                  | -           | -           | -           | 24     | 5      |
| 2015-2016       | Lazio           | A               | 25         | 1          | CI              | 2               | 0               | UCL+UEL            | 1+7                | 0+2                | SI          | 0           | 0           | 35     | 3      |
| 2016-2017       | Lazio           | A               | 34         | 4          | CI              | 5               | 3               | -                  | -                  | -                  | -           | -           | -           | 39     | 7      |
| 2017-2018       | Lazio           | A               | 35         | 12         | CI              | 4               | 0               | UEL                | 8                  | 2                  | SI          | 1           | 0           | 48     | 14     |
| 2018-2019       | Lazio           | A               | 31         | 5          | CI              | 5               | 2               | UEL                | 5                  | 0                  | -           | -           | -           | 41     | 7      |
| 2019-2020       | Lazio           | A               | 37         | 7          | CI              | 1               | 0               | UEL                | 4                  | 1                  | SI          | 1           | 0           | 43     | 8      |
| 2020-2021       | Lazio           | A               | 32         | 8          | CI              | 2               | 0               | UCL                | 7                  | 0                  | -           | -           | -           | 41     | 8      |
| 2021-2022       | Lazio           | A               | 37         | 11         | CI              | 2               | 0               | UEL                | 8                  | 0                  | -           | -           | -           | 47     | 11     |
| 2022-2023       | Lazio           | A               | 36         | 9          | CI              | 2               | 0               | UEL+UECL           | 6+3                | 2+0                | -           | -           | -           | 47     | 11     |
| Totale Lazio    | Totale Lazio    | Totale Lazio    | 267        | 57         |                 | 23              | 5               |                    | 49                 | 7                  |             | 2           | 0           | 341    | 69     |
| 2023-2024       | Al-Hilal        | SPL             | 30         | 11         | KC              | 4               | 0               | ACL                | 8                  | 1                  | SS+CCA      | 2+5         | 0+2         | 49     | 14     |
| 2024-2025       | Al-Hilal        | SPL             | 31         | 12         | KC              | 3               | 0               | ACL                | 11                 | 4                  | SS+CmC      | 2+5         | 1+0         | 52     | 17     |
| Totale Al Hilal | Totale Al Hilal | Totale Al Hilal | 61         | 23         |                 | 7               | 0               |                    | 19                 | 5                  |             | 14          | 3           | 101    | 31     |
| Totale carriera | Totale carriera | Totale carriera | 365        | 88         |                 | 33              | 6               |                    | 68                 | 12                 |             | 16          | 3           | 482    | 109    |

### Cronologia presenze e reti in nazionale
| Cronologia completa delle presenze e delle reti in nazionale ― Serbia | Cronologia completa delle presenze e delle reti in nazionale ― Serbia | Cronologia completa delle presenze e delle reti in nazionale ― Serbia | Cronologia completa delle presenze e delle reti in nazionale ― Serbia | Cronologia completa delle presenze e delle reti in nazionale ― Serbia | Cronologia completa delle presenze e delle reti in nazionale ― Serbia | Cronologia completa delle presenze e delle reti in nazionale ― Serbia | Cronologia completa delle presenze e delle reti in nazionale ― Serbia |
| Data                                                                  | Città                                                                 | In casa                                                               | Risultato                                                             | Ospiti                                                                | Competizione                                                          | Reti                                                                  | Note                                                                  |
| --------------------------------------------------------------------- | --------------------------------------------------------------------- | --------------------------------------------------------------------- | --------------------------------------------------------------------- | --------------------------------------------------------------------- | --------------------------------------------------------------------- | --------------------------------------------------------------------- | --------------------------------------------------------------------- |
| 10-11-2017                                                            | Canton                                                                | Cina                                                                  | 0 – 2                                                                 | Serbia                                                                | Amichevole                                                            | -                                                                     |                                                                       |
| 14-11-2017                                                            | Ulsan                                                                 | Corea del Sud                                                         | 1 – 1                                                                 | Serbia                                                                | Amichevole                                                            | -                                                                     | 74’                                                                   |
| 4-6-2018                                                              | Graz                                                                  | Serbia                                                                | 0 – 1                                                                 | Cile                                                                  | Amichevole                                                            | -                                                                     | 46’                                                                   |
| 9-6-2018                                                              | Graz                                                                  | Serbia                                                                | 5 – 1                                                                 | Bolivia                                                               | Amichevole                                                            | -                                                                     | 63’                                                                   |
| 16-6-2018                                                             | Samara                                                                | Costa Rica                                                            | 0 – 1                                                                 | Serbia                                                                | Mondiali 2018 - 1º turno                                              | -                                                                     |                                                                       |
| 22-6-2018                                                             | Kaliningrad                                                           | Serbia                                                                | 1 – 2                                                                 | Svizzera                                                              | Mondiali 2018 - 1º turno                                              | -                                                                     | 33’                                                                   |
| 27-6-2018                                                             | Mosca                                                                 | Serbia                                                                | 0 – 2                                                                 | Brasile                                                               | Mondiali 2018 - 1º turno                                              | -                                                                     |                                                                       |
| 10-9-2018                                                             | Belgrado                                                              | Serbia                                                                | 2 – 2                                                                 | Romania                                                               | UEFA Nations League 2018-2019 - 1º turno                              | -                                                                     | 64’                                                                   |
| 11-10-2018                                                            | Podgorica                                                             | Montenegro                                                            | 0 – 2                                                                 | Serbia                                                                | UEFA Nations League 2018-2019 - 1º turno                              | -                                                                     | 79’                                                                   |
| 14-10-2018                                                            | Bucarest                                                              | Romania                                                               | 0 – 0                                                                 | Serbia                                                                | UEFA Nations League 2018-2019 - 1º turno                              | -                                                                     | 63’                                                                   |
| 20-3-2019                                                             | Wolfsburg                                                             | Germania                                                              | 1 – 1                                                                 | Serbia                                                                | Amichevole                                                            | -                                                                     | 62’                                                                   |
| 25-3-2019                                                             | Lisbona                                                               | Portogallo                                                            | 1 – 1                                                                 | Serbia                                                                | Qual. Euro 2020                                                       | -                                                                     | 87’                                                                   |
| 10-9-2019                                                             | Lussemburgo                                                           | Lussemburgo                                                           | 1 – 3                                                                 | Serbia                                                                | Qual. Euro 2020                                                       | -                                                                     | 79’                                                                   |
| 14-11-2019                                                            | Belgrado                                                              | Serbia                                                                | 3 – 2                                                                 | Lussemburgo                                                           | Qual. Euro 2020                                                       | -                                                                     | 62’                                                                   |
| 17-11-2019                                                            | Belgrado                                                              | Serbia                                                                | 2 – 2                                                                 | Ucraina                                                               | Qual. Euro 2020                                                       | -                                                                     | 81’                                                                   |
| 3-9-2020                                                              | Mosca                                                                 | Russia                                                                | 3 – 1                                                                 | Serbia                                                                | UEFA Nations League 2020-2021 - 1º turno                              | -                                                                     | 65’                                                                   |
| 8-10-2020                                                             | Oslo                                                                  | Norvegia                                                              | 1 – 2 dts                                                             | Serbia                                                                | Qual. Euro 2020                                                       | 2                                                                     | 80’                                                                   |
| 14-10-2020                                                            | Istanbul                                                              | Turchia                                                               | 2 – 2                                                                 | Serbia                                                                | UEFA Nations League 2020-2021 - 1º turno                              | 1                                                                     |                                                                       |
| 12-11-2020                                                            | Belgrado                                                              | Serbia                                                                | 1 – 1 dts (4 – 5 dtr)                                                 | Scozia                                                                | Qual. Euro 2020                                                       | -                                                                     | 70’                                                                   |
| 15-11-2020                                                            | Budapest                                                              | Ungheria                                                              | 1 – 1                                                                 | Serbia                                                                | UEFA Nations League 2020-2021 - 1º turno                              | -                                                                     | 79’                                                                   |
| 27-3-2021                                                             | Belgrado                                                              | Serbia                                                                | 2 – 2                                                                 | Portogallo                                                            | Qual. Mondiali 2022                                                   | -                                                                     |                                                                       |
| 30-3-2021                                                             | Baku                                                                  | Azerbaigian                                                           | 1 – 2                                                                 | Serbia                                                                | Qual. Mondiali 2022                                                   | -                                                                     |                                                                       |
| 4-9-2021                                                              | Belgrado                                                              | Serbia                                                                | 4 – 1                                                                 | Lussemburgo                                                           | Qual. Mondiali 2022                                                   | -                                                                     |                                                                       |
| 7-9-2021                                                              | Dublino                                                               | Irlanda                                                               | 1 – 1                                                                 | Serbia                                                                | Qual. Mondiali 2022                                                   | 1                                                                     |                                                                       |
| 9-10-2021                                                             | Lussemburgo                                                           | Lussemburgo                                                           | 0 – 1                                                                 | Serbia                                                                | Qual. Mondiali 2022                                                   | -                                                                     |                                                                       |
| 12-10-2021                                                            | Belgrado                                                              | Serbia                                                                | 3 – 1                                                                 | Azerbaigian                                                           | Qual. Mondiali 2022                                                   | -                                                                     |                                                                       |
| 11-11-2021                                                            | Belgrado                                                              | Serbia                                                                | 4 – 0                                                                 | Qatar                                                                 | Amichevole                                                            | 1                                                                     | 46’                                                                   |
| 14-11-2021                                                            | Lisbona                                                               | Portogallo                                                            | 1 – 2                                                                 | Serbia                                                                | Qual. Mondiali 2022                                                   | -                                                                     |                                                                       |
| 24-3-2022                                                             | Budapest                                                              | Ungheria                                                              | 0 – 1                                                                 | Serbia                                                                | Amichevole                                                            | -                                                                     |                                                                       |
| 29-3-2022                                                             | Copenaghen                                                            | Danimarca                                                             | 3 – 0                                                                 | Serbia                                                                | Amichevole                                                            | -                                                                     |                                                                       |
| 2-6-2022                                                              | Belgrado                                                              | Serbia                                                                | 0 – 1                                                                 | Norvegia                                                              | UEFA Nations League 2022-2023 - 1º turno                              | -                                                                     |                                                                       |
| 5-6-2022                                                              | Belgrado                                                              | Serbia                                                                | 4 – 1                                                                 | Slovenia                                                              | UEFA Nations League 2022-2023 - 1º turno                              | 1                                                                     | 71’                                                                   |
| 9-6-2022                                                              | Solna                                                                 | Svezia                                                                | 0 – 1                                                                 | Serbia                                                                | UEFA Nations League 2022-2023 - 1º turno                              | -                                                                     |                                                                       |
| 12-6-2022                                                             | Lubiana                                                               | Slovenia                                                              | 2 – 2                                                                 | Serbia                                                                | UEFA Nations League 2022-2023 - 1º turno                              | -                                                                     | 65’ 90+5’                                                             |
| 24-9-2022                                                             | Belgrado                                                              | Serbia                                                                | 4 – 1                                                                 | Svezia                                                                | UEFA Nations League 2022-2023 - 1º turno                              | -                                                                     | 67’                                                                   |
| 18-11-2022                                                            | Riffa                                                                 | Bahrein                                                               | 1 – 5                                                                 | Serbia                                                                | Amichevole                                                            | -                                                                     | 60’                                                                   |
| 24-11-2022                                                            | Lusail                                                                | Brasile                                                               | 2 – 0                                                                 | Serbia                                                                | Mondiali 2022 - 1º turno                                              | -                                                                     |                                                                       |
| 28-11-2022                                                            | Al Wakrah                                                             | Camerun                                                               | 3 – 3                                                                 | Serbia                                                                | Mondiali 2022 - 1º turno                                              | 1                                                                     | 79’                                                                   |
| 2-12-2022                                                             | Doha                                                                  | Serbia                                                                | 2 – 3                                                                 | Svizzera                                                              | Mondiali 2022 - 1º turno                                              | -                                                                     | 47’ 68’                                                               |
| 24-3-2023                                                             | Belgrado                                                              | Serbia                                                                | 2 – 0                                                                 | Lituania                                                              | Qual. Euro 2024                                                       | -                                                                     | 73’                                                                   |
| 27-3-2023                                                             | Podgorica                                                             | Montenegro                                                            | 0 – 2                                                                 | Serbia                                                                | Qual. Euro 2024                                                       | -                                                                     |                                                                       |
| 16-6-2023                                                             | Vienna                                                                | Serbia                                                                | 3 – 2                                                                 | Giordania                                                             | Amichevole                                                            | -                                                                     | 63’                                                                   |
| 20-6-2023                                                             | Razgrad                                                               | Bulgaria                                                              | 1 – 1                                                                 | Serbia                                                                | Qual. Euro 2024                                                       | -                                                                     |                                                                       |
| 7-9-2023                                                              | Belgrado                                                              | Serbia                                                                | 1 – 2                                                                 | Ungheria                                                              | Qual. Euro 2024                                                       | -                                                                     |                                                                       |
| 10-9-2023                                                             | Kaunas                                                                | Lituania                                                              | 1 – 3                                                                 | Serbia                                                                | Qual. Euro 2024                                                       | -                                                                     | 84’ 88’                                                               |
| 14-10-2023                                                            | Budapest                                                              | Ungheria                                                              | 2 – 1                                                                 | Serbia                                                                | Qual. Euro 2024                                                       | -                                                                     |                                                                       |
| 17-10-2023                                                            | Belgrado                                                              | Serbia                                                                | 3 – 1                                                                 | Montenegro                                                            | Qual. Euro 2024                                                       | -                                                                     | 46’                                                                   |
| 21-3-2024                                                             | Mosca                                                                 | Russia                                                                | 4 – 0                                                                 | Serbia                                                                | Amichevole                                                            | -                                                                     | 46’                                                                   |
| 25-3-2024                                                             | Larnaca                                                               | Cipro                                                                 | 0 – 1                                                                 | Serbia                                                                | Amichevole                                                            | 1                                                                     | 76’                                                                   |
| 4-6-2024                                                              | Vienna                                                                | Austria                                                               | 2 – 1                                                                 | Serbia                                                                | Amichevole                                                            | -                                                                     | 75’                                                                   |
| 8-6-2024                                                              | Solna                                                                 | Svezia                                                                | 0 – 3                                                                 | Serbia                                                                | Amichevole                                                            | 1                                                                     | 71’                                                                   |
| 16-6-2024                                                             | Gelsenkirchen                                                         | Serbia                                                                | 0 – 1                                                                 | Inghilterra                                                           | Euro 2024 - 1º turno                                                  | -                                                                     |                                                                       |
| 20-6-2024                                                             | Monaco di Baviera                                                     | Slovenia                                                              | 1 – 1                                                                 | Serbia                                                                | Euro 2024 - 1º turno                                                  | -                                                                     | 64’                                                                   |
| 25-6-2024                                                             | Monaco di Baviera                                                     | Danimarca                                                             | 0 – 0                                                                 | Serbia                                                                | Euro 2024 - 1º turno                                                  | -                                                                     | 87’                                                                   |
| Totale                                                                |                                                                       | Presenze                                                              | 54                                                                    |                                                                       | Reti                                                                  | 9                                                                     |                                                                       |

### Record

#### Lazio
- Calciatore straniero con il maggiore numero di gol realizzati in tutte le competizioni ufficiali[34] (69).

## Palmarès

### Club
- Coppa di Serbia: 1

Vojvodina: 2013-2014
- Supercoppa italiana: 2

Lazio: 2017, 2019
- Coppa Italia: 1

Lazio: 2018-2019
- Supercoppa saudita: 2

Al Hilal: 2023, 2024
- Campionato saudita: 1

Al Hilal: 2023-2024
- Coppa del Re dei Campioni: 1

Al-Hilal: 2023-2024

### Nazionale
- Campionato d'Europa Under-19: 1

Lituania 2013
- Campionato mondiale Under-20: 1

Nuova Zelanda 2015

### Individuale
- Pallone di bronzo del campionato mondiale Under-20: 1

Nuova Zelanda 2015
- Gran Galà del calcio AIC: 2

Squadra dell'anno: 2018, 2022
- Premi Lega Serie A: 1

Miglior centrocampista: 2018-2019
- Miglior giocatore della Coppa dei Campioni araba per club: 1

2023